# Urbanismo de Jaén

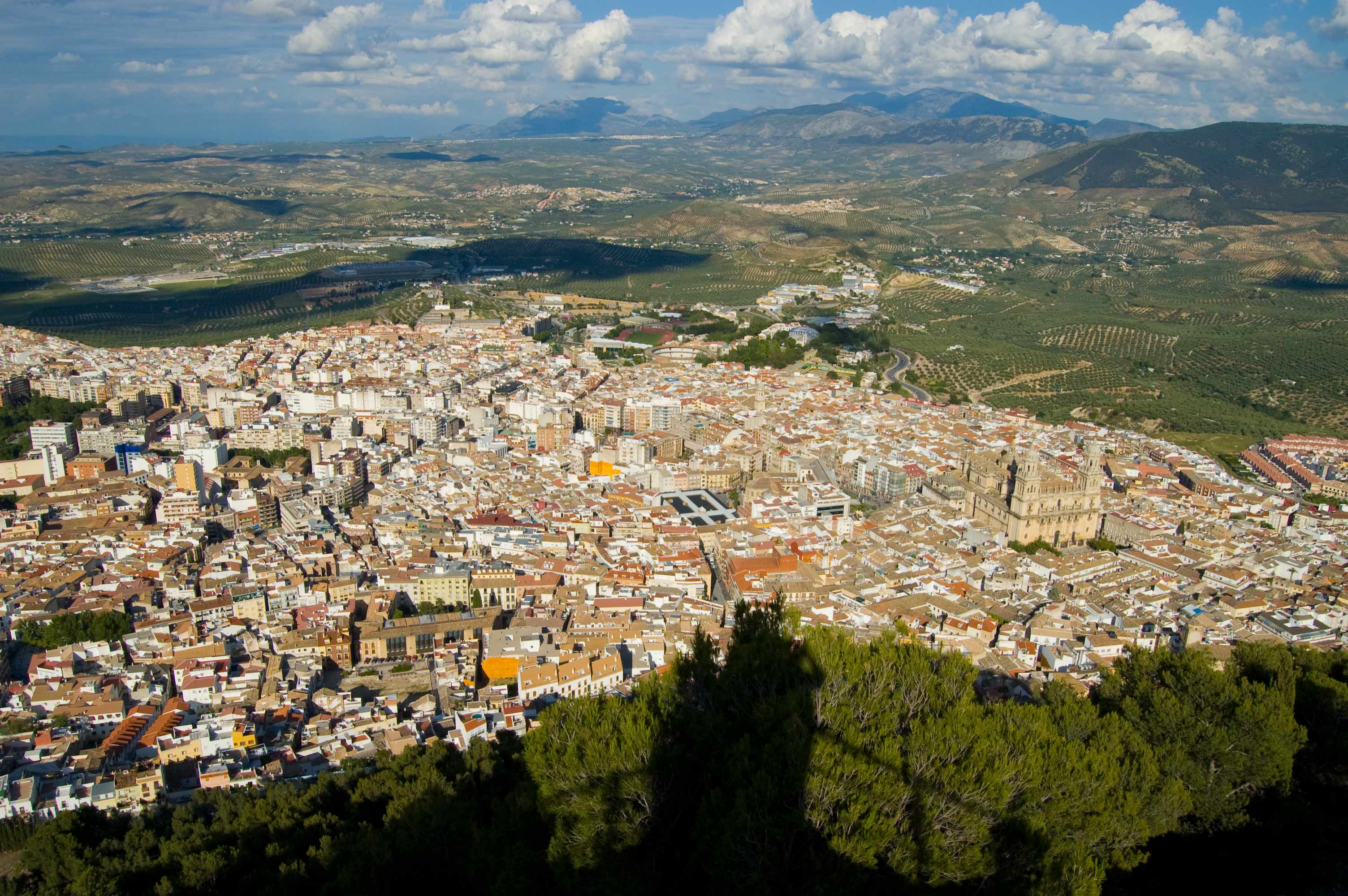
Vista de Jaén.

El urbanismo de Jaén es el resultado de una larga ocupación temporal ininterrumpida de más de dos milenios. Las huellas desde la prehistoria hasta la actualidad se estratifican en el análisis de una ciudad compleja, heterogénea y con un amplio legado patrimonial.
La ciudad de Jaén se asienta a los pies del cerro de Santa Catalina, en el tránsito de la Sierra Sur hacia la campiña. Encrucijada natural de importantes recursos hídricos la convirtieron en enclave de obligado paso desde Andalucía hacia la meseta castellana. El importante aporte de agua del cerro de Santa Catalina atrajo a los primeros grupos neolíticos, y ya en la Edad del Cobre se dotó al paisaje de una importante estructura urbana. No sería hasta los ensanches de mediados del siglo XX cuando la población se expandiera hacia las vegas del Guadalbullón y la Campiña, estando hasta entonces cimentada por el cerro y los numerosos yacimientos naturales de agua que la dotarían de gran cantidad de nacimientos, arroyos y fuentes que influirían notablemente en su configuración.

## Los orígenes de la ciudad

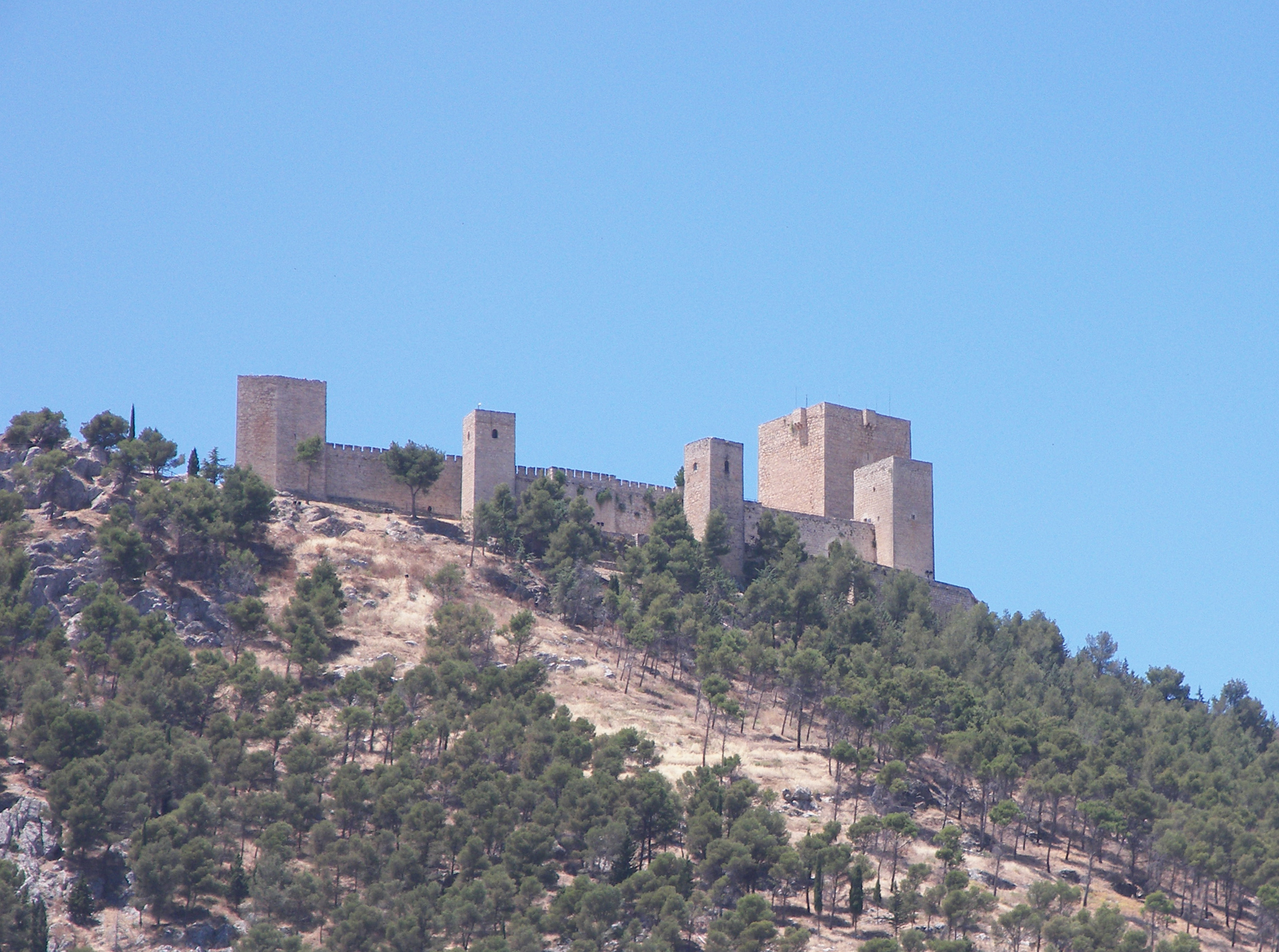
Cerro de Santa Catalina.

La ciudad de Jaén se asienta a los pies del cerro de Santa Catalina, en el tránsito de la Sierra Sur hacia la Campiña. El río Jaén, constituido por los aportes de los ríos Frío y Eliche, produce con su desembocadura en el Guadalbullón el paso natural hacia el Guadalquivir. Esta encrucijada natural y los importantes recursos hídricos la convertirían en enclave de obligado paso hacia la meseta castellana.
El importante aporte de agua del cerro de Santa Catalina (destacando el raudal de la Magdalena) atrajo a los primeros grupos neolíticos, y ya en la Edad del Cobre se dotó al paisaje de una importante estructura urbana a partir de anillos concéntricos fortificados que encauzaron esos arroyos a través de los fosos previos y llegando la extensión del anillo exterior a superar el kilómetro de diámetro.
La búsqueda de una topografía más elevada fue elemento clave a partir de los periodos históricos, localizándose un oppidum en las faldas del cerro de Santa Catalina, posterior al gran asentamiento de Puente Tablas.
Desde época romana la ciudad se asentaría definitivamente a los pies del cerro. Esta ciudad parece que tendría como núcleo la actual área en torno al barrio de la Magdalena, donde algunos autores sitúan el foro, volviendo a constatarse la importancia del raudal, y erigiéndose el primer cinturón de muralla además de las consecuentes obras públicas.
Para la etapa visigoda se cuenta con escasos testimonios, si bien se observa una notable crisis con el decrecimiento del área urbana respecto a la época anterior, localizándose vertederos y enterramientos en el interior de las murallas romanas.

## La ciudad medieval

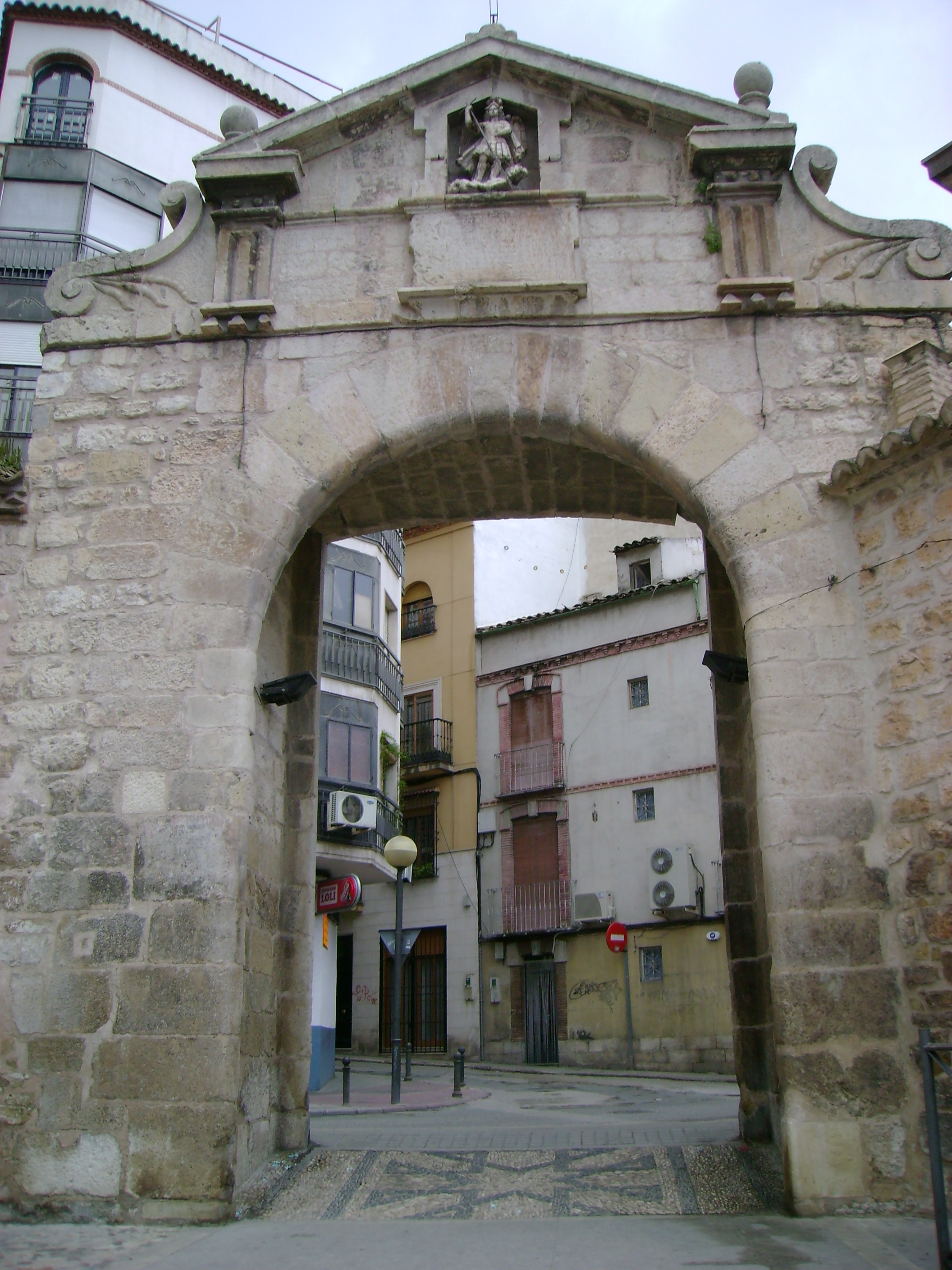
Puerta del Ángel de las murallas de Jaén.

Sería en época medieval cuando la construcción de un alcázar en la cima del cerro y de una nueva muralla que protegiera a la ciudad marcasen de manera definitiva la evolución del plano urbano en los siglos venideros. Es la ciudad islámica un importante centro defensivo desde el momento en que Abderramán II decide trasladar la capitalidad de la cora desde Mentesa (La Guardia) a Jaén. Esta condición capitalina vino acompañada de un ambicioso programa constructivo: el alcázar y la alcazaba en el cerro, la construcción de mezquitas y baños públicos y la importante conducción de aguas del manantial de la Magdalena.
Tras largo tiempo de asedio, Fernando III conquista la ciudad en 1246. Según algunas fuentes, el mismo rey ordenaría construir la fortaleza cristiana anexa a la islámica, denominándola de Santa Catalina debido a la festividad del día de la capitulación.
Solo los arrabales de época cristiana dibujarían un cambio sustancial en su proyección. No obstante, este impulso de crecimiento sufriría numerosas trabas. La constitución del arrabal de San Ildefonso, uno de los proyectos más importantes, fue lenta, habitándolo en sus orígenes sólo gente humilde y diversos gremios, como el de los alfareros. El Descenso de la Virgen, en la noche del 10 de junio de 1430, siguió una ruta que, partiendo desde la primitiva catedral, culminaría en la entonces modesta parroquia de San Ildefonso. Ennoblecida la zona por el Descenso, las reformas arquitectónicas a partir de esta fecha son numerosas. El barrio crece de manera notable conquistando la ladera de un barranco y se procede a la construcción de numerosos palacios en la parroquia (como el del Marqués de Navasequilla), consiguiéndose desviar población de la sobreexplotada ciudad intramuros.
Cuando en 1459 llega a Jaén el Condestable de Enrique IV, Miguel Lucas de Iranzo, se impulsan otras reformas esenciales. Una de las más características sería el acondicionamiento de la plaza de Santa María, frente a la primitiva Catedral, por aquel entonces un terreno en brusca pendiente rocosa en el que hacía parte de su recorrido la muralla y que se convertiría en escenario de capeas y diversos espectáculos públicos. La apertura de la actual calle Bernabé Soriano o Carrera (que durante muchos siglos permanecería como la más recta y ancha de la ciudad) y el traslado de las insalubres carnicerías a extramuros de la Puerta Barrera, fueron igualmente intervenciones realizadas bajo su mandato.

## Siglos XVI-XVIII

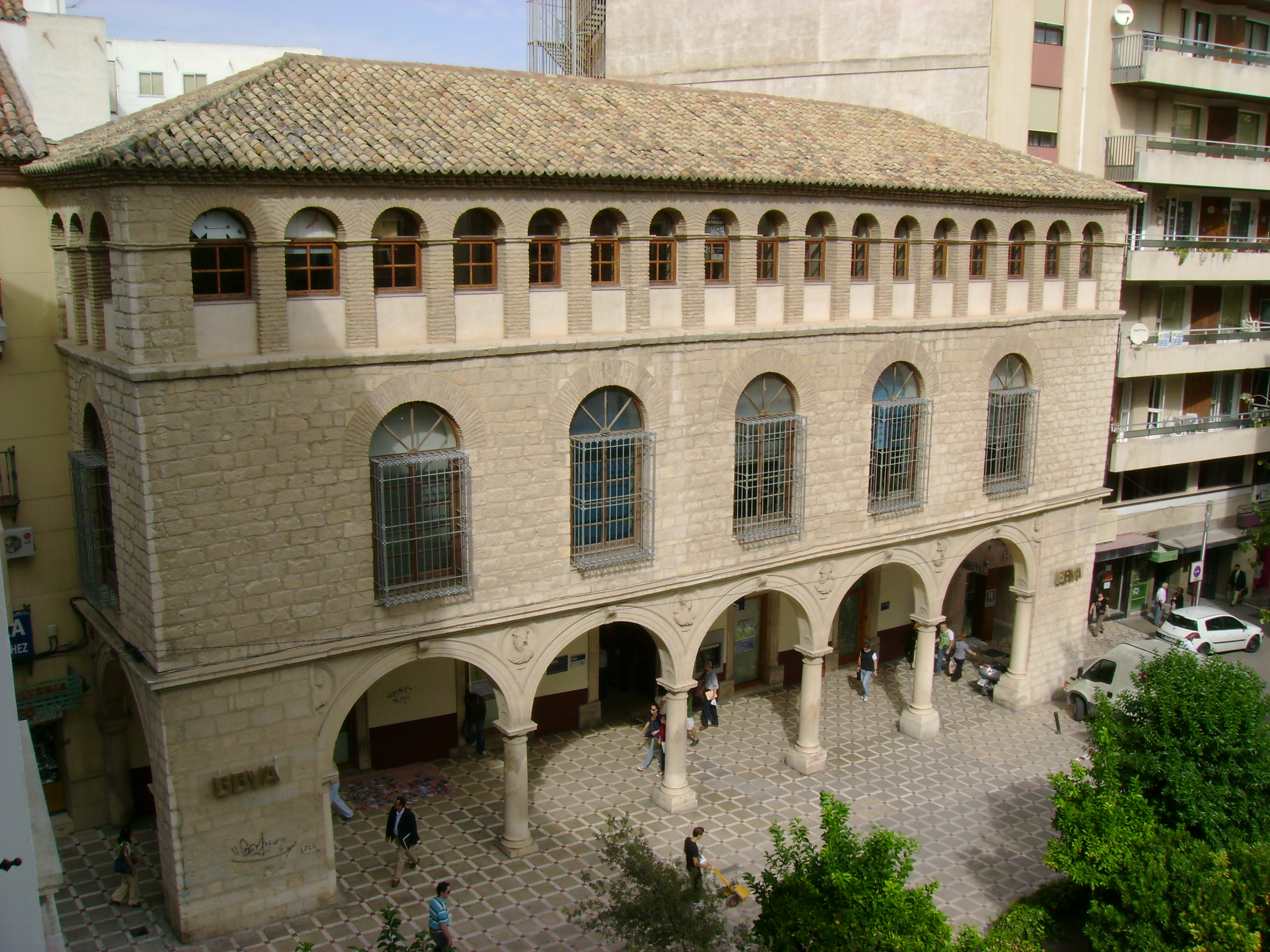
Palacio de los Vilches, construido en 1605.

El siglo XVI continuaría con este afán reformista del entramado urbano legado de la larga ocupación musulmana, abriéndose nuevas calles y plazas con el objetivo de hacer la comunicación más fluida. El siglo XVII, aunque marcado por grandes conflictos sociales, deja una sustancial huella en la ciudad. Si en el siglo XV el Condestable Iranzo había establecido las actuales plaza de Santa María y calle Maestra (enclave de su palacio) como centros urbanos y de ocio, en el XVII la construcción del palacio de los Vilches, en la actual plaza Deán Mazas, certifica el cambio de centro a la por entonces plaza del Mercado, verdadera plaza mayor de la ciudad. El palacio, adelantado en la línea de fachada del resto de construcciones gracias a unos soportales previos, poseía una situación privilegiada para la contemplación de la lidia de toros y de la vida diaria de la plaza. Por otro lado, los Jardines de la Alameda, proyección igualmente del XVII, son ejemplo de la preocupación de la sociedad del Siglo de Oro por ofrecer espacios de relación y de ocio, en este caso una salubre área ajardinada de paseo.
El siglo XVIII, aunque también de grave crisis, prosigue el crecimiento hacia el sur, destacando además la fundación Real Sociedad Económica de Amigos del País en 1785.

## SiglosXIXyXX

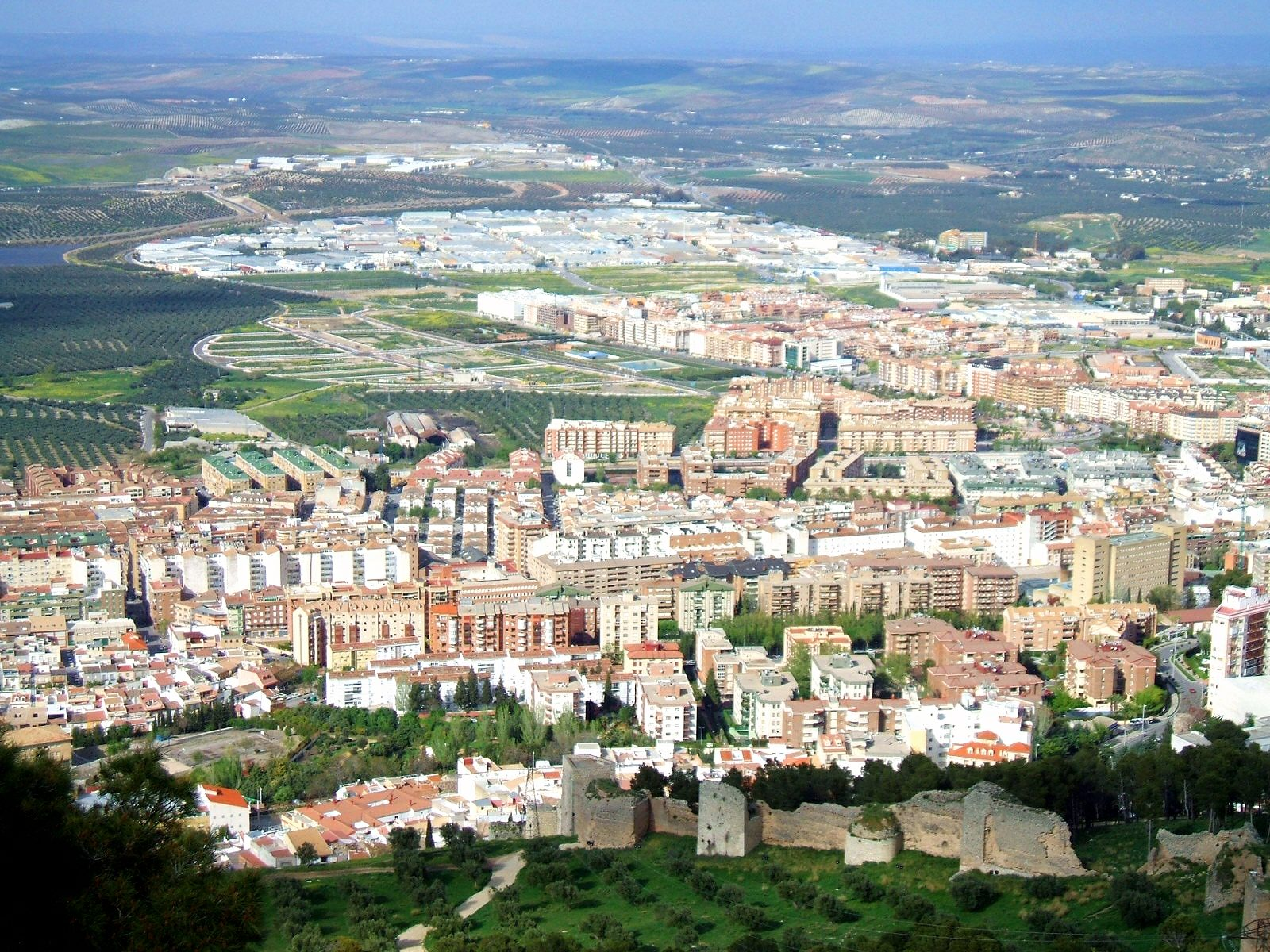
Expansión de Jaén hacia el norte

En el siglo XIX, malas cosechas y tensiones sociales continúan con este lento crecimiento. Sin embargo, los acontecimientos históricos acaecidos en este siglo como la desamortización de Mendizábal y la ocupación francesa dejarían una importante impronta, destacando además el inicio de la destrucción de la muralla por parte de una ciudad ya plenamente moderna.
La época de mayor auge urbano se produce a partir de los años 1950, cuando se rompió de manera definitiva el cinturón defensivo de la ciudad y se dio a la misma la posibilidad de conquistar la llanura al norte y alejarse definitivamente de las faldas del cerro de Santa Catalina. La apertura del paseo de la Estación, el ensanche de Luis Berges –racional ejemplo de planificación urbana encaminada a ejercer de tránsito entre la ciudad vieja y la nueva-, los barrios periféricos de Santa Isabel, San Felipe o la Glorieta –donde se entremezclan, enfrentadas desde mediados del siglo pasado, la arquitectura racionalista con la autocontrucción- y la reciente urbanización del Bulevar, en pleno centro de lo que en Edad del Cobre fue entonces el cinturón amurallado, diferencian ya claramente aquella ciudad medieval abrigada junto al cerro y abastecida de sus aportes de agua, y la ciudad contemporánea, que en apenas medio siglo multiplicó por tres la extensión mediante dispares casos de ordenamiento urbano.